# Come sopravvivere ad una sorella strxxxa
Come sopravvivere ad una sorella strxxxa è una breve webserie per ragazzi del 2015, diretta da Marco Danieli. Si tratta di uno spin-off della serie televisiva È arrivata la felicità.
Distribuita sul sito internet RaiPlay, la serie è stata poi trasmessa anche in televisione su Rai 4 come una serie televisiva.

## Trama
Laura, quindicenne tranquilla e studiosa, cerca in tutti i modi di arginare l'invadenza della sua gemella Bea, vanesia e un po' strxxxa.

## Episodi
- 01 - La mia tragedia
- 02 - Sorelle strxxxe nella storia
- 03 - Part time job
- 04 -
- 05 -
- 06 - Proteggi i tuoi spazi
- 07 - Caro diario
- 08 - Compleanno gemellare
- 09 - L'alleata
- 10 - Come sopravvivere a una sorella santa